# Юзеф Хорват
Ю́зеф А́ртур Хо́рват (пол. Józef Artur Horwath; нар. ? — пом. 1944) — польський театральний діяч.

## Біографія
Юзеф Хорват почав театральну кар'єру у 1936 році. До 1938 року займав посаду літературного й адміністративного керівника Театру ім. Оржешкової в Гродно. Під час Другої світової війни він був одним з найактивніших директорів відкритих театрів у Варшаві. З 22 травня 1940 року Хорват очолював Театр Комедії, з 10 жовтня 1942-го був також спів-керівником Театру Мініатюр.
У 1941 році Юзеф Хорват знявся в анти-польському нацистському пропагандистському фільму «Повернення додому» (реж. Густав Учицкі), де зіграв роль секретаря бургомістра.
У 1944 році за нез'ясованих обставин Хорват був заарештований і убитий німцями.

## Фільмографія
| Рік  | Українська назва  | Оригінальна назва | Роль                 |
| ---- | ----------------- | ----------------- | -------------------- |
| 1941 | Повернення додому | Heimkehr          | секретар бургомістра |